# Lithoplocamia
Lithoplocamia is een geslacht van sponsdieren uit de klasse van de Demospongiae (gewone sponzen).

## Soorten
- Lithoplocamia atlantica (Lévi & Vacelet, 1958)
- Lithoplocamia dolichosclera Lévi & Lévi, 1983
- Lithoplocamia indica Pulitzer-Finali, 1993
- Lithoplocamia lithistoides Dendy, 1922
- Lithoplocamia minor Pulitzer-Finali, 1993
- Lithoplocamia tuberculata Pulitzer-Finali, 1993